# Соборная площадь (Москва)
Собо́рная пло́щадь — исторический и архитектурный центр Московского Кремля. Занимает самую высокую часть кремлёвского холма. Площадь окружают Грановитая и Патриаршие палаты, Успенский собор, Архангельский собор, Благовещенский собор, Ризоположенская церковь, Колокольня Ивана Великого и другие здания.

## История

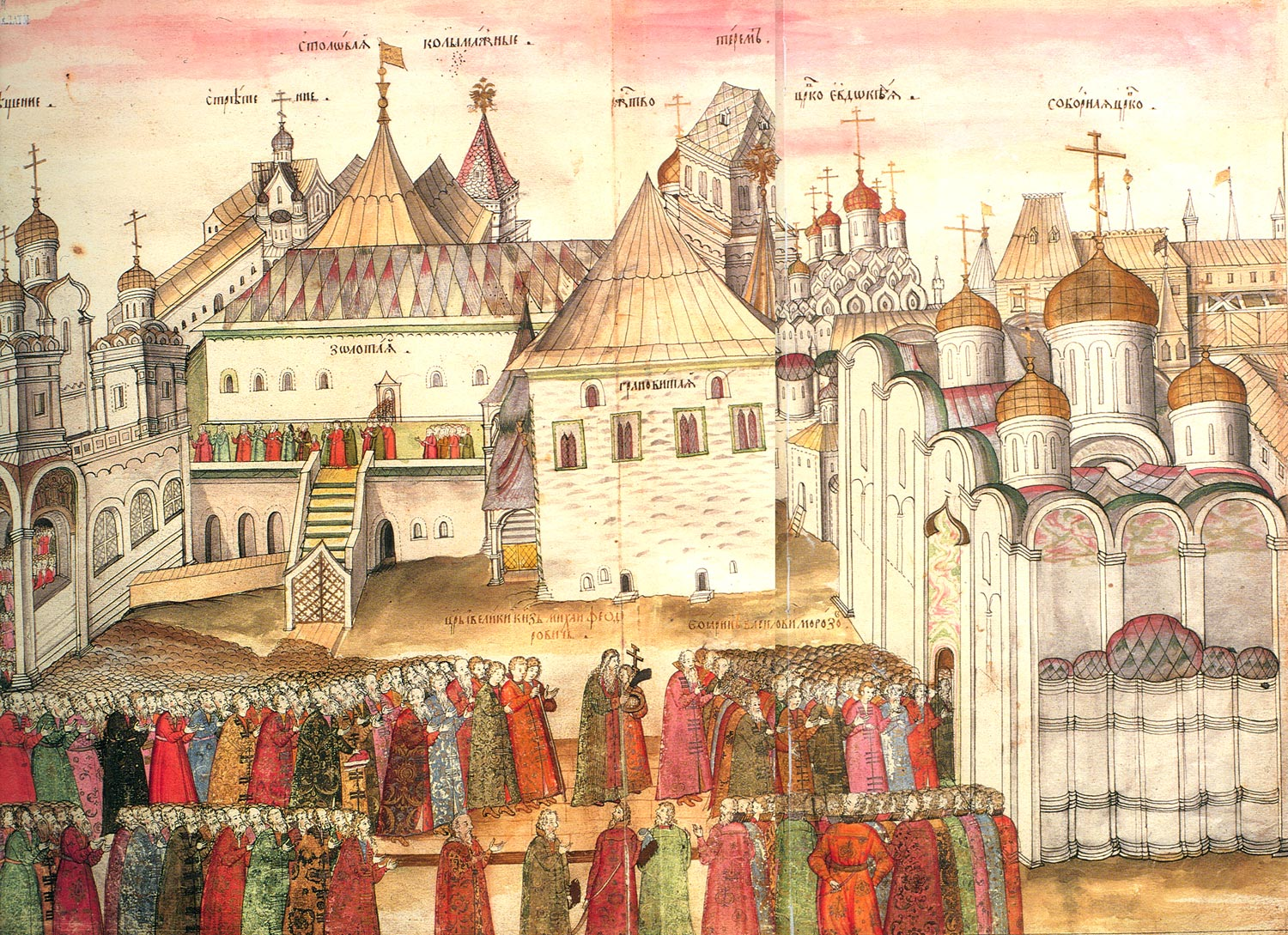
Соборная площадь. Книжная миниатюра, 1672—1673 годы

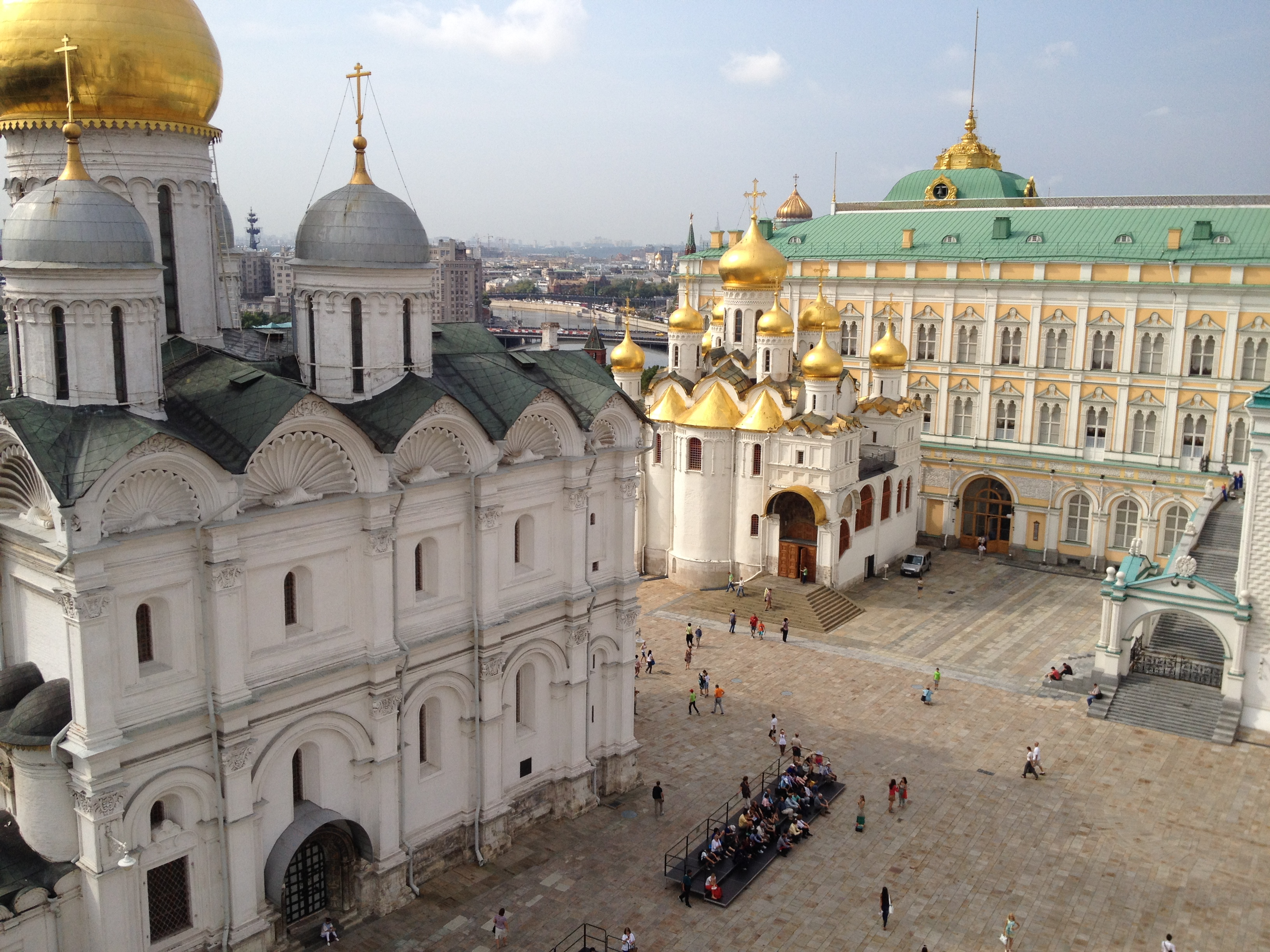
Вид с Колокольни Ивана Великого, 2014 г.

Планировка площади сложилась в XIV веке. Тогда были построены Успенский собор, Архангельский собор, церковь Иоанна Лествичника под колокола. Позднее появился Благовещенский собор, примыкающий к великокняжескому дворцу, а в середине XV века — Ризоположенская церковь. Исконный вид этих строений не сохранился до наших дней.
Нынешний облик площади состоялся в конце XV — начале XVI века, когда соборы и церкви выстроили заново. Была возведена Грановитая палата, а вместо церкви Иоанна Лествичника появилась Колокольня Ивана Великого. Кроме того, на Соборную площадь выходит восточный фасад Золотой Царицыной палаты и церковь Ризоположения — домовой храм московских митрополитов и патриархов.
Многие здания Соборной площади строились итальянскими зодчими — Аристотелем Фиораванти, Алевизом Новым, Боном Фрязином, Петром Малым, Марком Фрязином, Пьетро Антонио Солари. Поэтому на её облик большое влияние оказала архитектура итальянского Возрождения.

Самая поразительная площадь, которую я знаю, — это Соборная площадь в Московском Кремле. Она удивительна. Все здания стоят как бы отдельно и совершенно свободно, но человек чувствует себя в замкнутом пространстве. Пространство замкнуто, но вместе с тем и раскрыто — главным образом в сторону Москвы-реки. На Москву-реку через площадь смотрит умиротворённым и торжественным взглядом Успенский собор — главный властитель площади, хотя далеко не самый большой и высокий.

А ведь здания площади все разновременные, но, очевидно, у архитекторов было самое драгоценное для архитекторов чувство — чувство ансамбля. И ещё одно свойство было у архитекторов — умение понять, как ощутит себя человек среди зданий. Последнее в Соборной площади Московского Кремля удивительно. Человек на этой площади не принижен, он возвышен и окружен историей. Повсюду здания обращены к нему. Ни одно здание не отвернулось от человека, не пропускает его мимо себя. Торжественность площади не надменна. Русская история, с которой связана площадь, не подавляет человека, а включает его в себя, делает пришедшего на площадь участником истории. Он становится как бы даже выше ростом.— Дмитрий Лихачёв

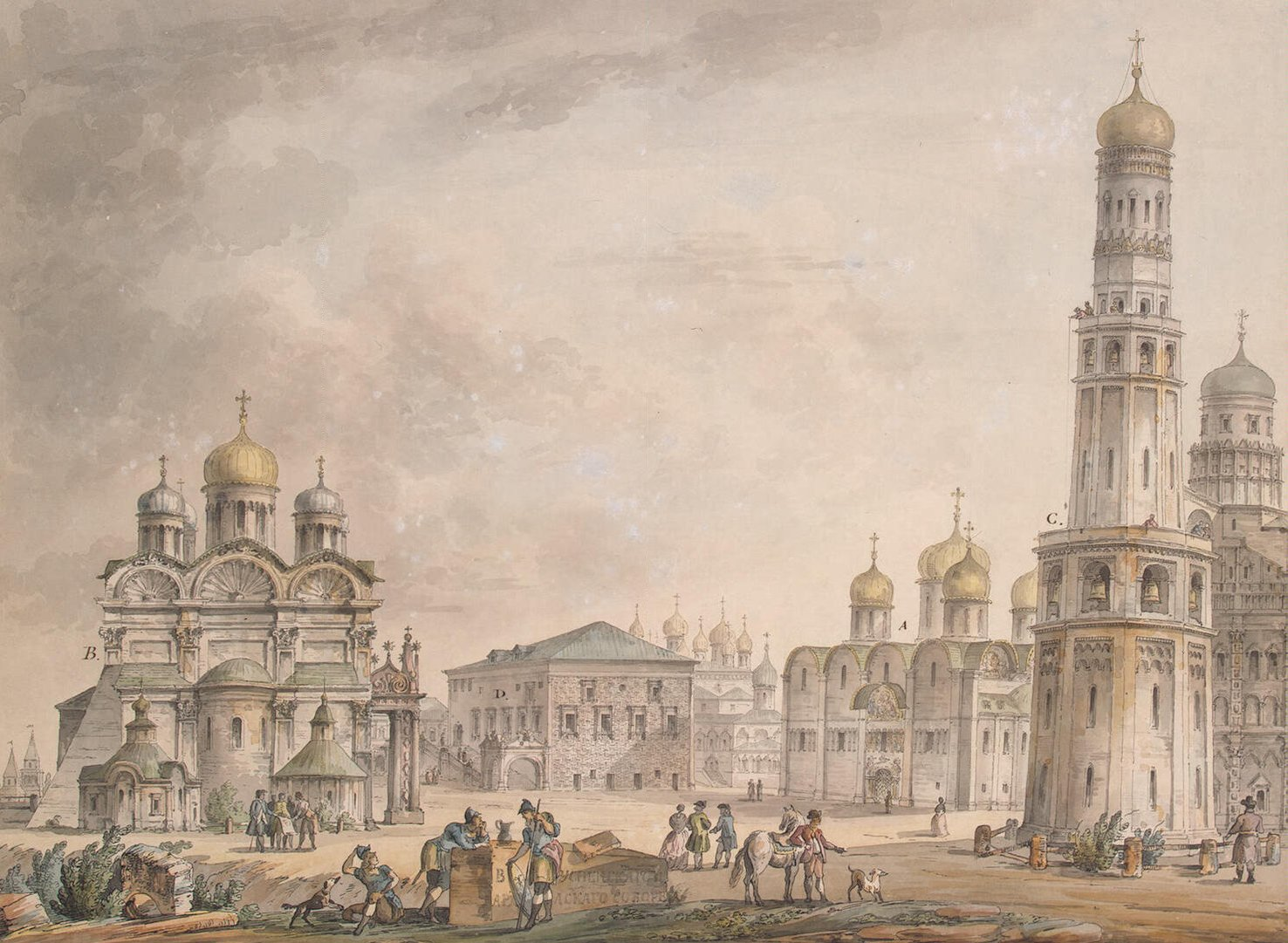
Джакомо Кваренги. Вид на соборную площадь Московского Кремля. 1797 г. Эрмитаж

### Утерянные объекты
За многовековую историю Соборной площади её облик кардинально изменялся неоднократно. Первоначально по периметру центральной площади Кремля возводились главным образом деревянные соборы, церкви и гражданские здания. Некоторые из них погибли в огне многочисленных московских пожаров, другие приходили со временем в ветхость, и на их месте возводились новые. Практически все существующие ныне на площади храмы имели более ранних предшественников. До нашего времени не сохранились первоначальные Успенский (1326 года постройки), Архангельский (1333) и Благовещенский соборы (1397—1416), церковь Ризоположения (1451), старые Патриаршие палаты, храм Соловецких чудотворцев.
Были и такие здания, которые повреждались и разрушались намеренно. Так было во время Смутного времени и при нашествии Наполеона в 1812-м, когда отступающая французская армия уничтожила оригинальную Филаретову пристройку к колокольне Ивана Великого. Её судьбу разделила и построенная около колокольни Петроком Малым трёхпролётная звонница.
Не дошла до наших дней и церковь Иоанна Лествичника, которая была разобрана в XV веке, чтобы освободить территорию для возведения колокольни Ивана Великого. В 1812 году была взорвана примыкающая к этой колокольне звонница, в 1814—1815 годах она была восстановлена Жилярди по проекту Ивана Еготова и Луиджи Руска. В 1930-м по приказу Иосифа Сталина было снесено Красное крыльцо Грановитой палаты, восстановлено в 1994 году.

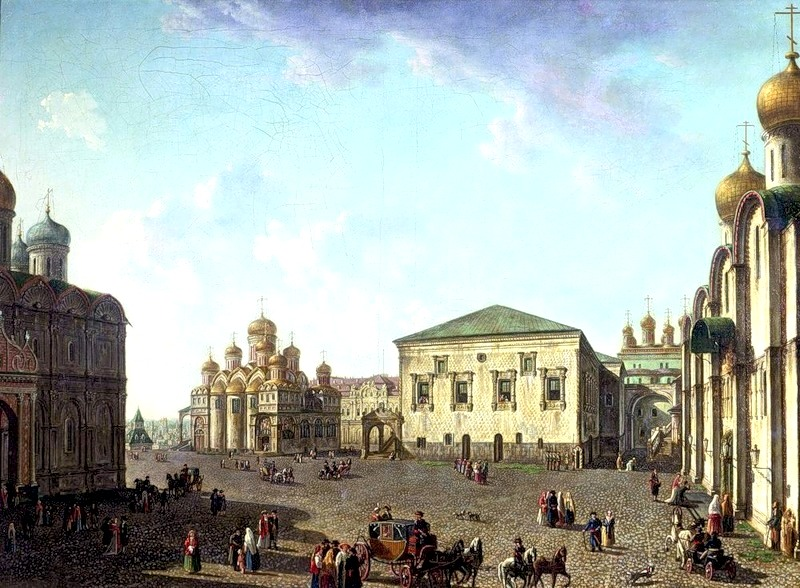
Благовещенский собор и Грантовитая палата. Картина 1800-х годов работы Фёдора Алексеева

### Раскопки
Московский Кремль, на территории которого находится площадь, является закрытым для археологов объектом, потому что там находятся органы государственной власти. Кремль нельзя назвать достаточно изученным памятником: до революции никто не занимался археологическими раскопками, потому что территория была застроена, а монастыри — действующими. А после революции Кремль стал «режимным» объектом. Остаются невыясненными аспекты формирования древнего поселения на Боровицком холме. Главным источником археологических материалов служили не раскопки с полным вскрытием древних сооружений, а наблюдения и фиксация культурного слоя во время хозяйственных и инженерных работ — для Москвы рост слоя составляет один сантиметр в год.
Тем не менее, археологи сумели обнаружить первые поселения на территории Московского Кремля, относящиеся к бронзовому веку (II тысячелетие до н. э.). У современного Архангельского собора было найдено финно-угорское поселение, относящееся к раннему железному веку (вторая половина I тысячелетия до н. э.). В это время население дьяковского типа занимало центр верхней надпойменной террасы Боровицкого холма — район современной Соборной площади — и возможно уже имело укрепления.

### Мощение

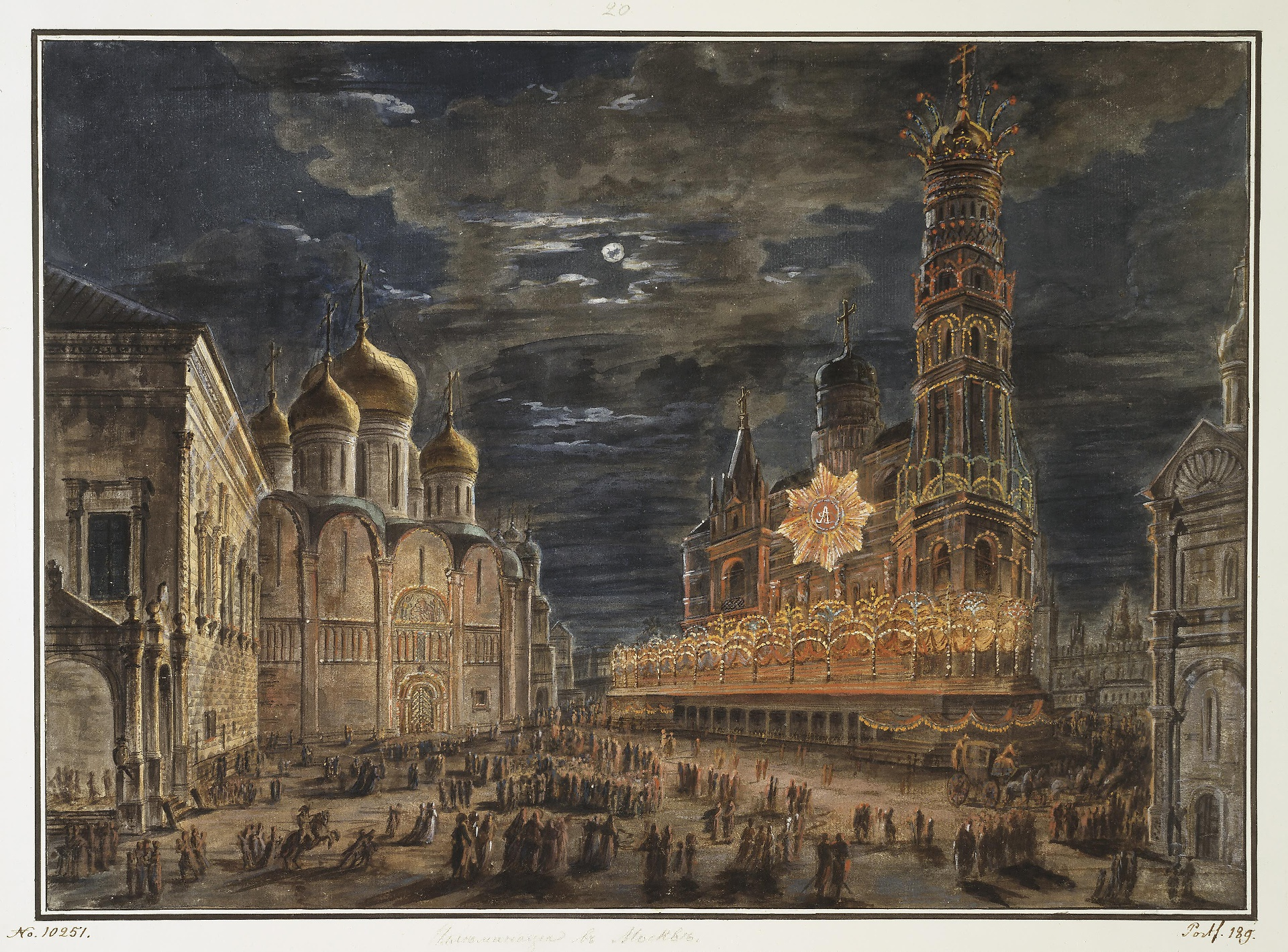
«Иллюминация на Соборной площади по случаю коронации Александра I» Фёдора Алексеева, 1802

Площадь начали мостить очень рано, но следы древних мостовых очень незначительны — они практически исчезли после многочисленных перестроек. У Успенского собора были обнаружены фрагменты кирпичной и белокаменной мостовой конца XV века. В сведениях о пожаре 1737 года упоминаются деревянные мостовые. В XVIII и XIX веках Соборную площадь несколько раз покрывали плитами из крепкого песчаника. Существующее сплошное каменное мощение начинается с 1913 года. В начале XX века площадь освободили от наросшего культурного слоя, а в 1930-х годах асфальтировали. В 1955 году асфальт сняли и восстановили прежнее каменное покрытие.

### Ограда
Во второй половине XIX века Соборную площадь от всей остальной части Кремля отделяла металлическая ограда. Кремль был открытой территорией, по которой каждый извозчик мог свободно проехать, но уже тогда Соборная площадь трактовалась как место придворных церемоний. В 1830 году вокруг площади поставили чугунную ограду в псевдоготическом стиле по проекту Ивана Мироновского. Внушительный забор соединял все четыре здания — Благовещенский и Архангельский соборы, колокольню и церковь Двенадцати апостолов — и отгораживал Соборную площадь от Ивановской. Ограда просуществовала несколько десятилетий и окончательно решётку убрали в 1920-х годах, после чего центральная часть Кремлёвского ансамбля, Соборная и Ивановская площади, вновь объединились в общее архитектурно-пространственное решение с главной доминантой в центре — Колокольней Ивана Великого.

## Существующие строения
Ансамбль построек Кремлёвского дворца начал складываться между нынешними Боровицкими воротами и Соборной площадью, вероятно, с конца XIII века (согласно данным археологии, ранее княжеский двор находился у Фроловских ворот).
По мнению М. П. Кудрявцева, Соборная площадь является архитектурной метафорой иконы Града Божия, где сложился образ апокалиптического Нерукотворного храма Небесного Иерусалима: «алтарём был Иван Великий с Успенской звонницей и её храмами Рождества Христова и Воскресения Словущего, „мужской“ половиной — Архангельский собор, „женской“ — Успенский собор. А Благовещенский собор символизировал вход в этот храм, отворенный людям через благую весть о Спасителе».

### Успенский собор

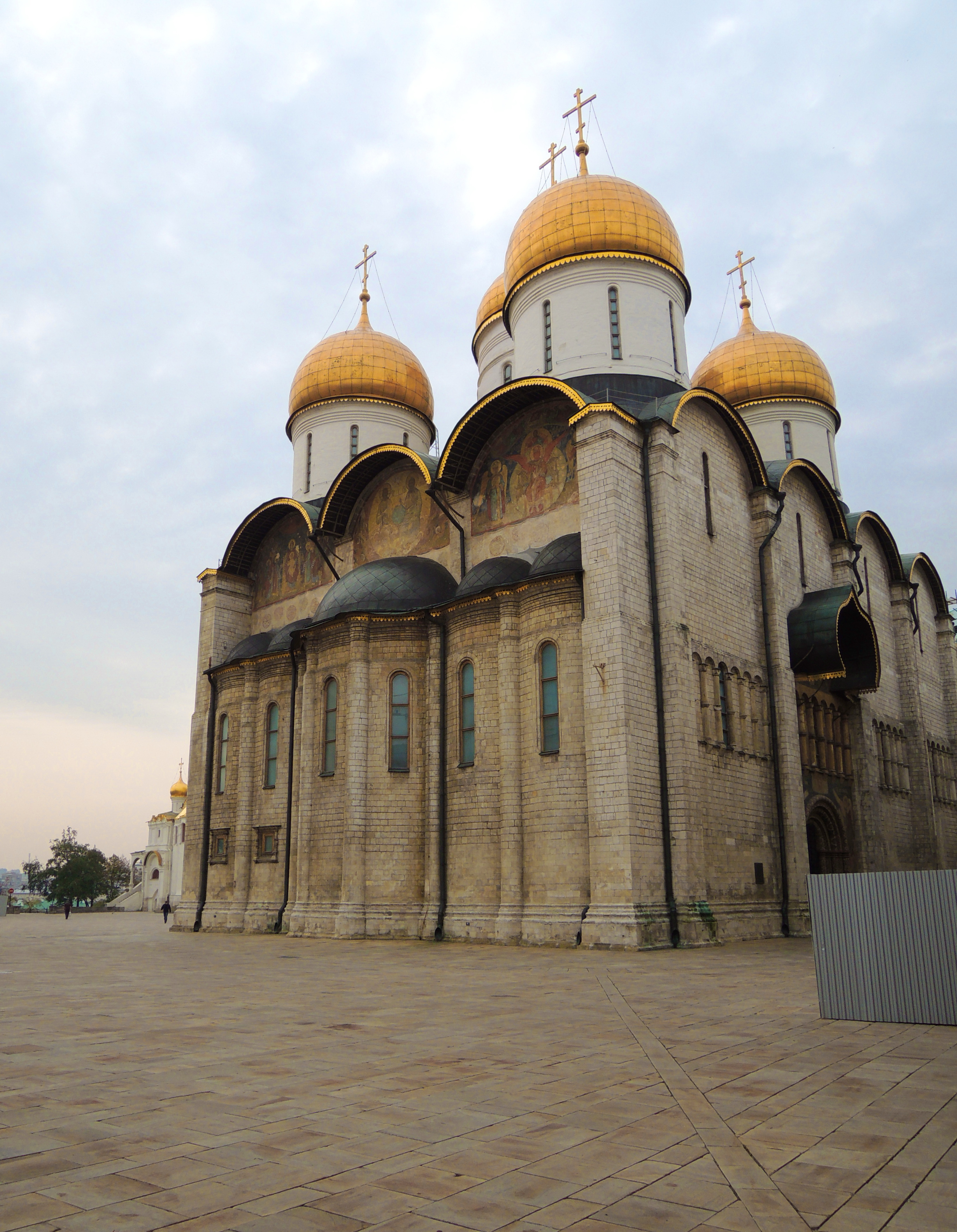
Успенский собор

Сравнительно скромный Успенский собор находился на площади ещё со времён Ивана Калиты. За полтора столетия собор обветшал и был разобран, а на его месте псковские мастера Кривцов и Мышкин начали возводить новый храм Успения Божьей матери, напоминающий Владимирский. Но ночью 20 мая 1474 года случился «трус великий» — крупное землетрясение, которое случилось в Москве 20 мая 1474 года. Строившийся храм, возведённый уже до уровня крыши, рухнул — в карнизах не было прочности, известковый раствор вязал слабо.
В XV веке Иван III решил пригласить в Россию итальянского зодчего Аристотеля Фиораванти, чтобы закончить работу над храмом. Фиораванти построил собор за четыре года.
Успенский собор является главным собором Московского Кремля. Сразу после освящения он стал местом погребения русских иерархов, могилы которых расположены под полом, а памятные надгробные доски установлены вдоль стен собора. Будучи главным собором столицы, Успенский собор неоднократно выступал в качестве места венчания на царство русских князей и царей. В настоящее время является музеем государственного значения и местом богослужений в дни главных церковных праздников.

### Архангельский собор

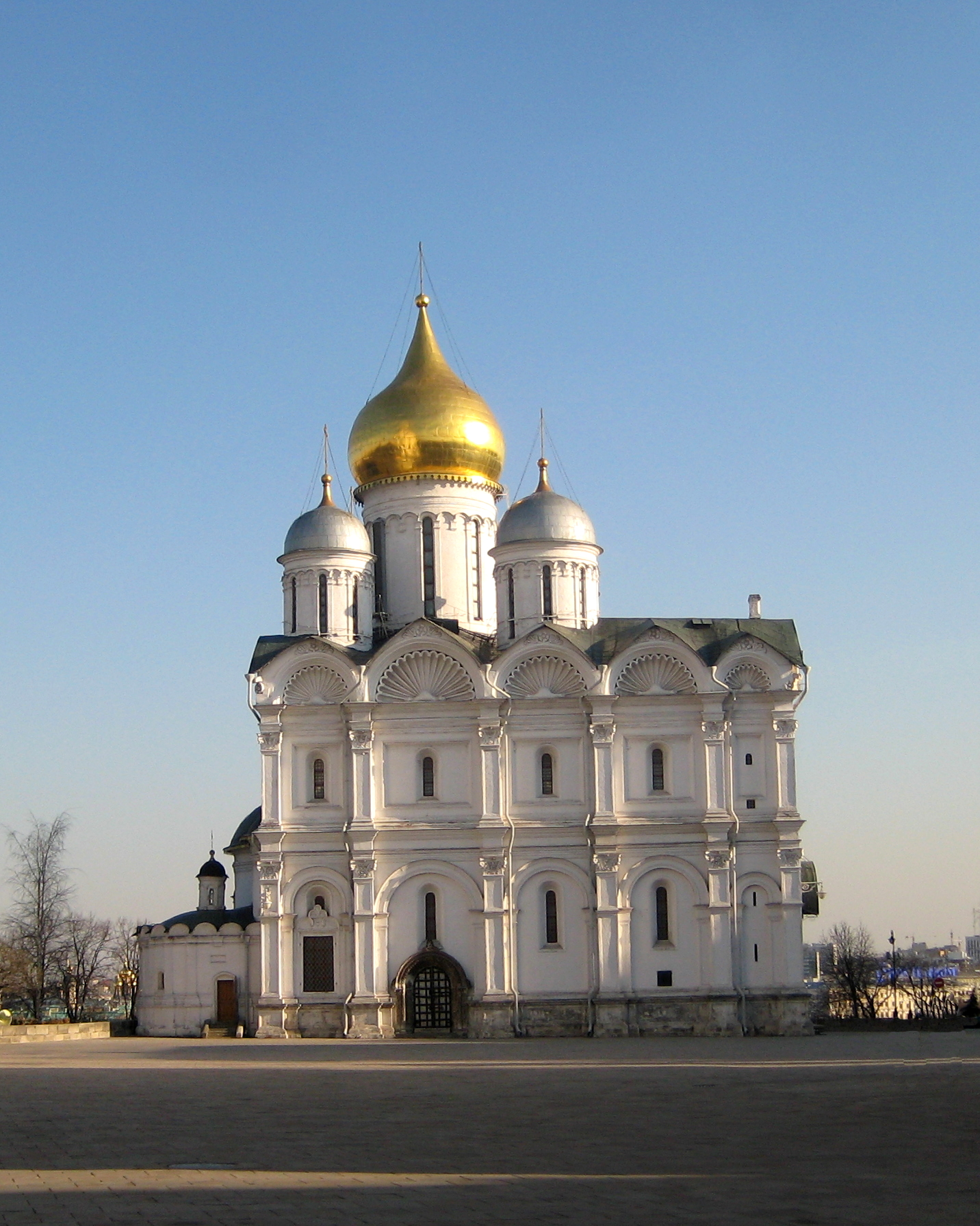
Архангельский собор

Нынешний Архангельский собор возведён в начале XVI века по проекту архитектора из Милана Алевиза Фрязина (Нового), расположен в южной части Соборной площади. Храм построен из кирпича, после чего декорирован белым камнем. Главной архитектурной особенностью является сочетание элементов итальянской и классической русской архитектур. Собор представляет собой шестистолповый крестовокупольный храм со сложным карнизом, делящим декорированные пилястрами фасады пополам. По итальянской традиции и центральный, и боковые порталы украшены резьбой по камню. Впервые в отделке верхней части фасада храма были использованы белокаменные резные раковины.
Архангельский собор изначально строился в качестве главной царской усыпальницы и выполнял эту роль на протяжении столетий. В соборе были погребены практически все умершие после его постройки московские цари и князья до периода царствования Петра I. В собор сразу же после освящения были перезахоронены и останки погребённых ранее князей, вплоть до Ивана Калиты, скончавшегося в 1342 году. В настоящее время внутри храма можно найти 46 гробниц, содержащих 54 захоронения.

### Благовещенский собор

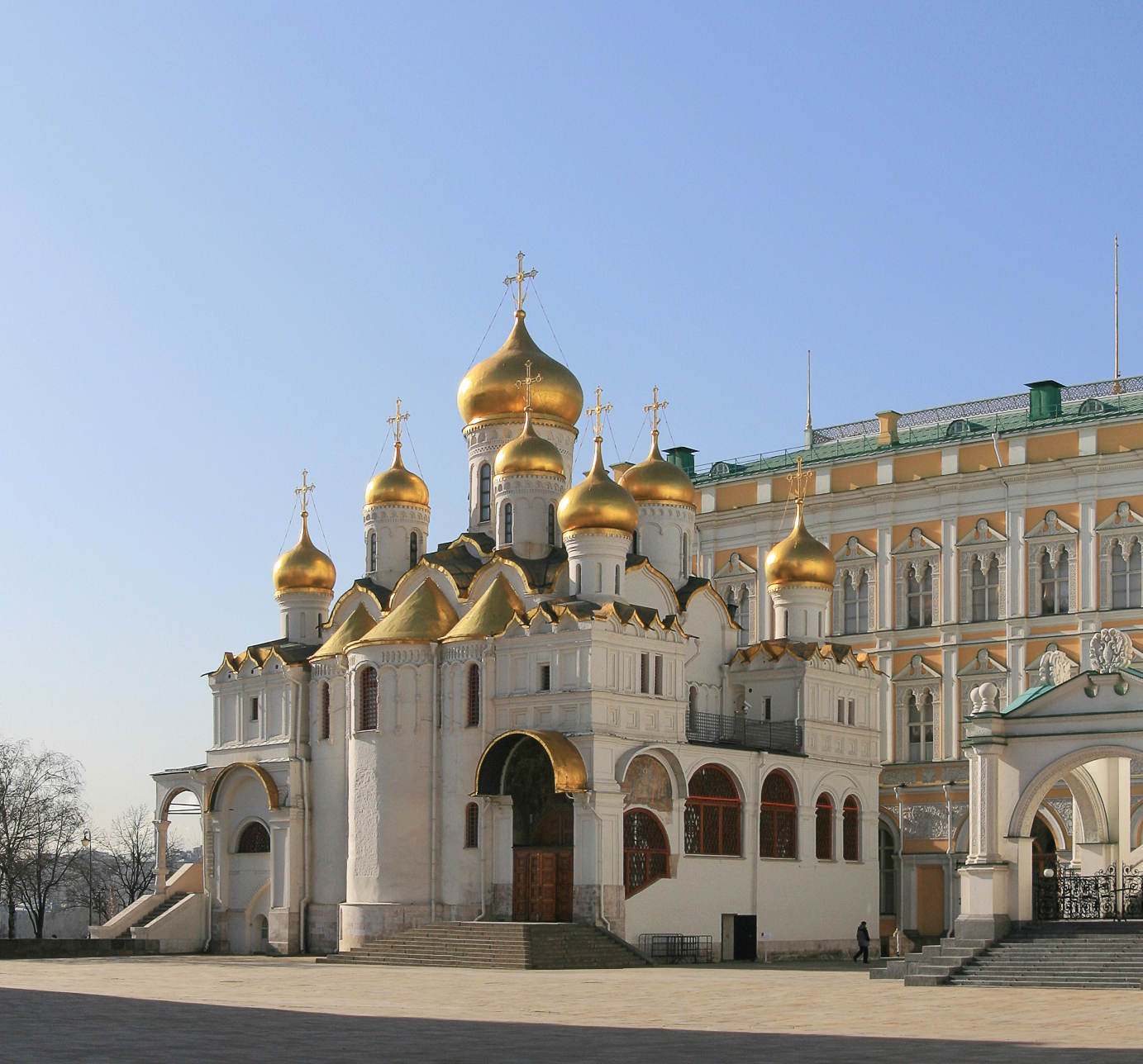
Благовещенский собор

Являясь третьим по значению собором Московского Кремля, Благовещенский возведён в конце XV века в качестве домового великокняжеского храма, связанного с дворцовым комплексом при помощи крытых переходов. Строительством занималась артель псковских зодчих. Белокаменный храм представлял собой четырёхстолпную трехглавую постройку крестово-купольного вида. Во второй половине XVI века по углам храма были пристроены небольшие храмы-приделы с золотыми куполами, а на западной стороне собора возведены две декоративные главы, в результате чего храм приобрёл нынешний пирамидальный вид с девятью главами.
По парадной паперти Благовещенского собора крещёные гости попадали с Соборной площади в Набережную палату, и далее поднимались открытым арочным переходом на широкую площадку между Набережной и Золотой палатами. Напротив дверей Набережной располагался вход в Столовую брусяную избу, использовавшуюся для приёмов и пиршеств.

### Колокольня Ивана Великого

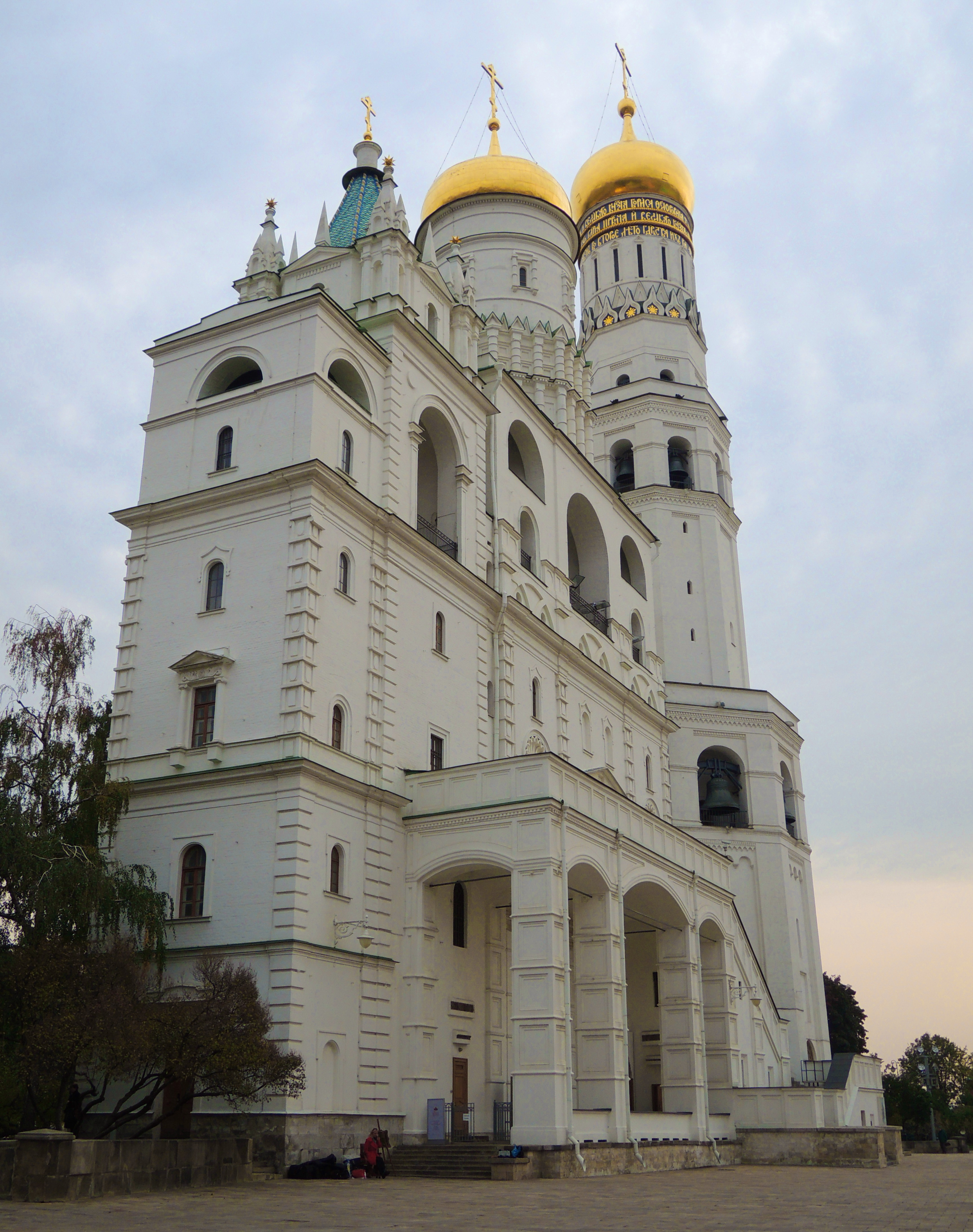
Колокольня Ивана Великого и пристроенная к ней Успенская звонница

Изначально это была церковь Иоанна Лествичника, построенная по указу Ивана Калиты в 1329 году. Церковь имела восьмигранный объём с арками. В 1505 году вместо неё появилась колокольня «Иван Великий» авторства итальянского архитектора Бон Фрязин. Первый ярус занимал храм, на втором, третьем и четвёртом располагались колокола, всего около 30 штук. Барабана под куполом тогда не было. Позднее была пристроена звонница с церковью Вознесения (в 1814—1815 гг. на её месте возведена современная звонница, освящённая в честь Успения Божией Матери). В 1600 году по велению царя Бориса Годунова колокольня Ивана Великого была надстроена до существующей высоты — 81 м.
Большинство из колоколов являются действующими, включая самый большой в мире Успенский колокол, масса которого превышает 65 тонн. Рядом с колокольней установлен гигантский, но никогда не звонивший Царь-колокол.

### Грановитая палата

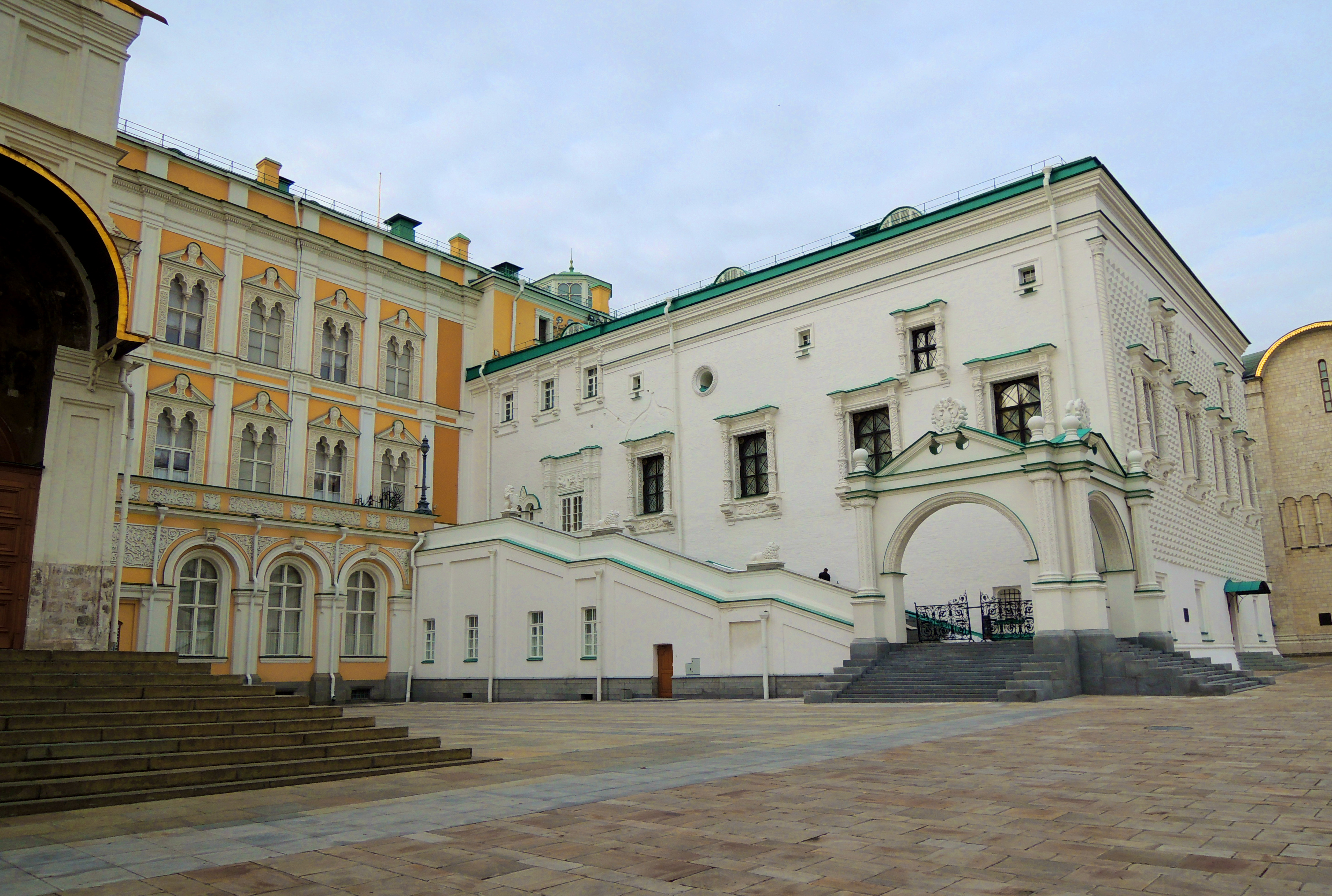
Грановитая палата

Грановитая палата — одно из старейших гражданских зданий Москвы. В царские времена она служила главным парадным приёмным залом, местом для собраний Боярской думы, заседаний Земских соборов. Сейчас это представительский зал резиденции президента РФ. Грановитая плата выстроена в стиле Флорентийского палаццо.
В 1487 году итальянский мастер Марк Фрязин заложил Грановитую палату с большим тронным залом, предназначенным для приёмов и празднеств. В том же году он построил Набережную палату близ Благовещенского собора. Внутри Грановитая палата представляет собой зал, перекрытый крестовыми сводами, которые опираются на столб, поставленный в центре: столб символизирует бога как центр и опору всего существующего мира.
Красное (Золотое) крыльцо, ведущее к сеням Грановитой палаты с Соборной площади, предназначалось для больших царских выходов. Его лестница была открытой, а на парапетах перил с левой стороны лестницы, на трёх площадках-отдыхах сидели золочёные изваяния львов. В XVII веке крыльцо было крыто кровлей на каменных столбах, с шатровыми и бочковитыми рундуками (следы их примыкания раскрыты на южном фасаде), но в 1680-х годах приняло знакомый облик парадной лестницы с декоративными арками входов. Крыльцо перестроено заново в начале 1840-х, полностью разобрано в 1930-м и воссоздано в 1994 году.

### Патриарший дворец с церковью Двенадцати апостолов

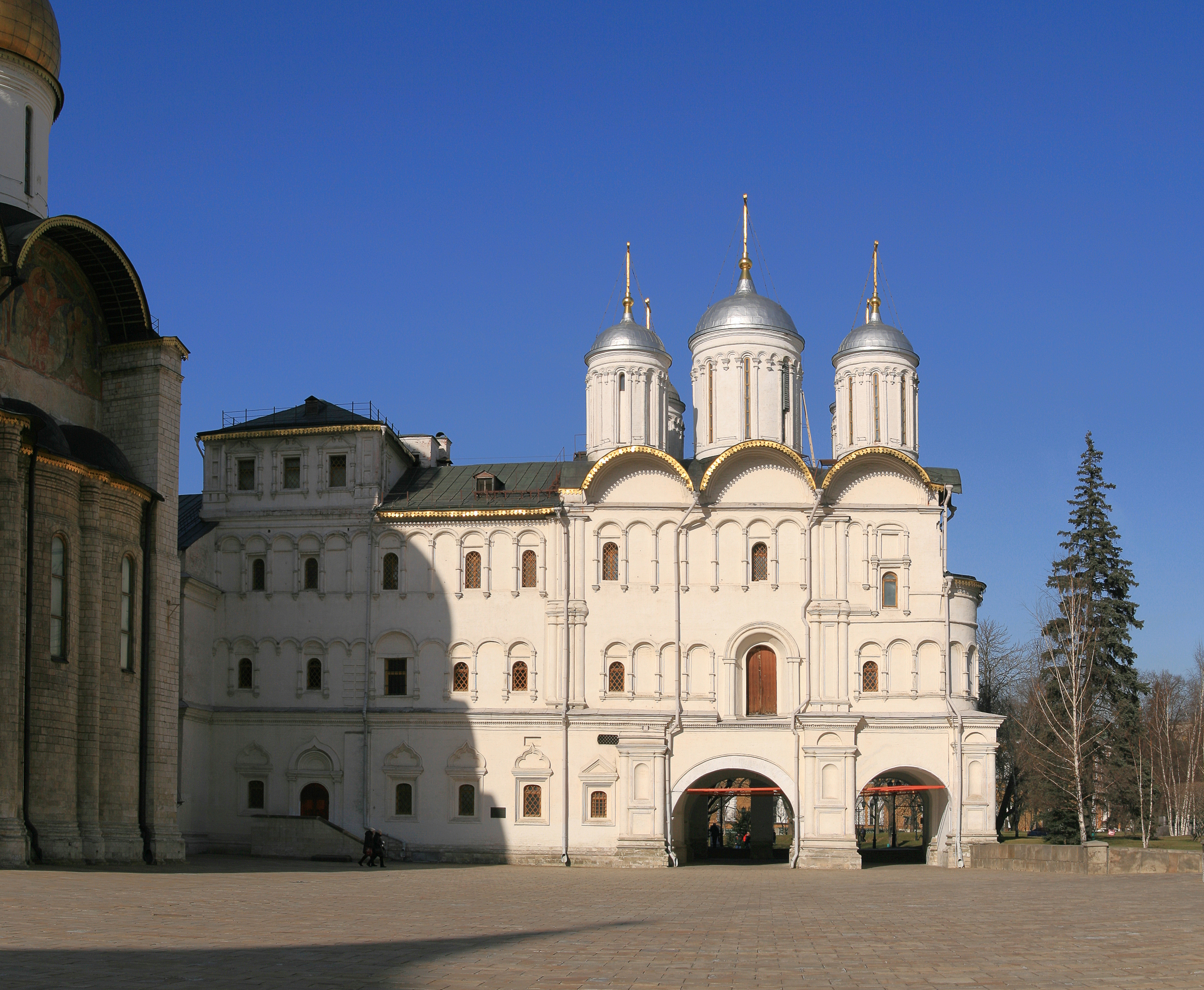
Патриарший дворец и пристроенная к нему церковь Двенадцати апостолов

Патриарший дворец, известный как Патриаршие палаты, вместе с небольшим пятиглавым Собором Двенадцати апостолов, также расположены в Московском Кремле на Соборной площади. Возведённые в середине XVII века здания неоднократно подвергались перестройке и внутренней перепланировке. В патриаршем дворце размещались личные покои патриарха с его трапезной, патриаршие приказы, домовая церковь, а также хозяйственные службы. После переноса столицы в Петербург, Патриарший дворец стал местом размещения Московской конторы Синода. В ноябре 1917 года, когда Московский Кремль был обстрелян из артиллерии, здания сильно пострадали, но позже были восстановлены советской властью.
В качестве музея Патриаршие палаты функционируют с 1961 года, при этом с 1987 года там размещается постоянная экспозиция. Во внешней отделке церкви и дворца заметны детали оформления, повторяющие украшения соседних соборов: пилястры, выступающие карнизы, украшенные резьбой порталы. Выходящий во двор северный фасад имеет гораздо более скромную отделку, чем парадный южный, выходящий на Соборную площадь.

### Церковь Ризоположения

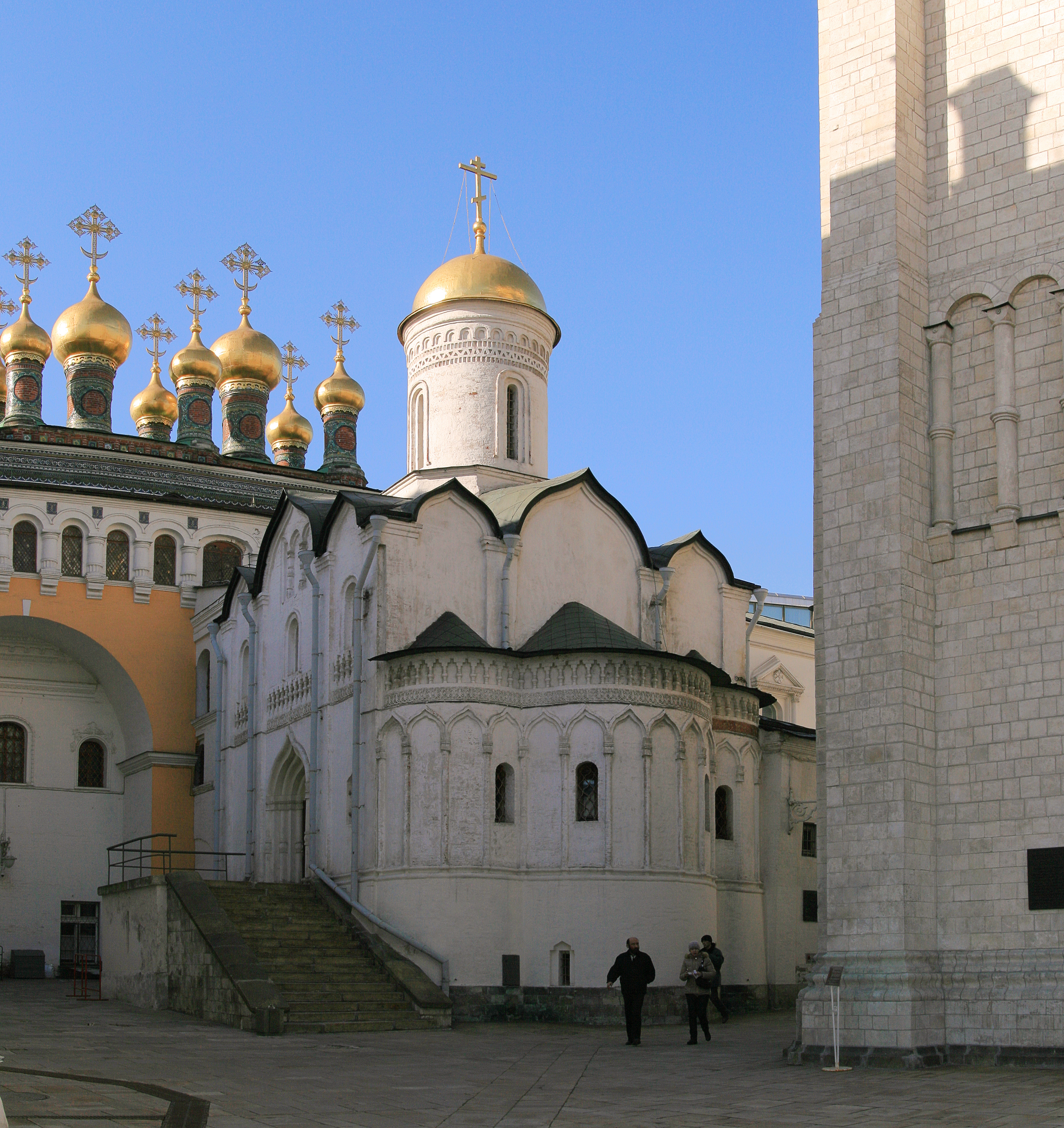
Церковь Ризоположения и Верхоспасский собор

Небольшой одноглавый кремлёвский храм Соборной площади, построенный в 1480-х годах приглашёнными в столицу мастерами из Пскова. Он заменил собой ранее сгоревшую одноимённую церковь, построенную в честь внезапного отступления осаждавших Московский Кремль татар. Первоначальный вид нынешней кирпичной церкви с белокаменной отделкой фасадов был несколько изменён: добавлена четырёхскатная кровля, а открытая до этого паперть у западного фасада постройки была перекрыта сводами. Это превратило её в крытую галерею, которой пользовалась женская половина царской семьи для похода в Успенский собор из Теремов.
За годы существования храм дважды получал серьёзные повреждения. В первый раз причиной послужил пожар 1737 года, а во второй — артиллерийский обстрел кремля в 1918 году. В середине XX века храм был восстановлен и до настоящего времени, как и большинство других соборов Московского Кремля, является музеем. Богослужение в храме, который часто называют Часовней Иконы Божией Матери Печерской, проводится только один раз в год — во время престольного праздника.

## События
С Соборной площадью связано множество исторических событий: в Грановитой палате принимались иностранные послы, проходили земские соборы. В Успенском соборе проходили коронации русских царей и императоров, а Архангельский собор служил им усыпальницей. На территории Кремля часто проводятся различные культурные мероприятия и официальные церемонии. Так, 5 сентября 1997 года на Соборной площади Кремля начался театрализованный пролог празднования 850-летия основания Москвы.
9 августа 1996 года на площади должна была пройти инаугурация Бориса Ельцина, переизбранного на второй срок, однако из-за проблем со здоровьем инаугурацию перенесли в Кремлёвский дворец съездов.
Новогодняя ель
В современной России в 1990-е годы появилась традиция устанавливать главную новогоднюю ёлку на Соборной площади Кремля. Впервые живую ель поставили в декабре 1996 года, традиция продолжалась вплоть до 2001 года, когда отказаться от ели заставили сильные морозы — тогда на Соборной площади впервые появилось искусственное дерево. В 2005 году после четырёхлетнего перерыва живая ель вернулась в Кремль.

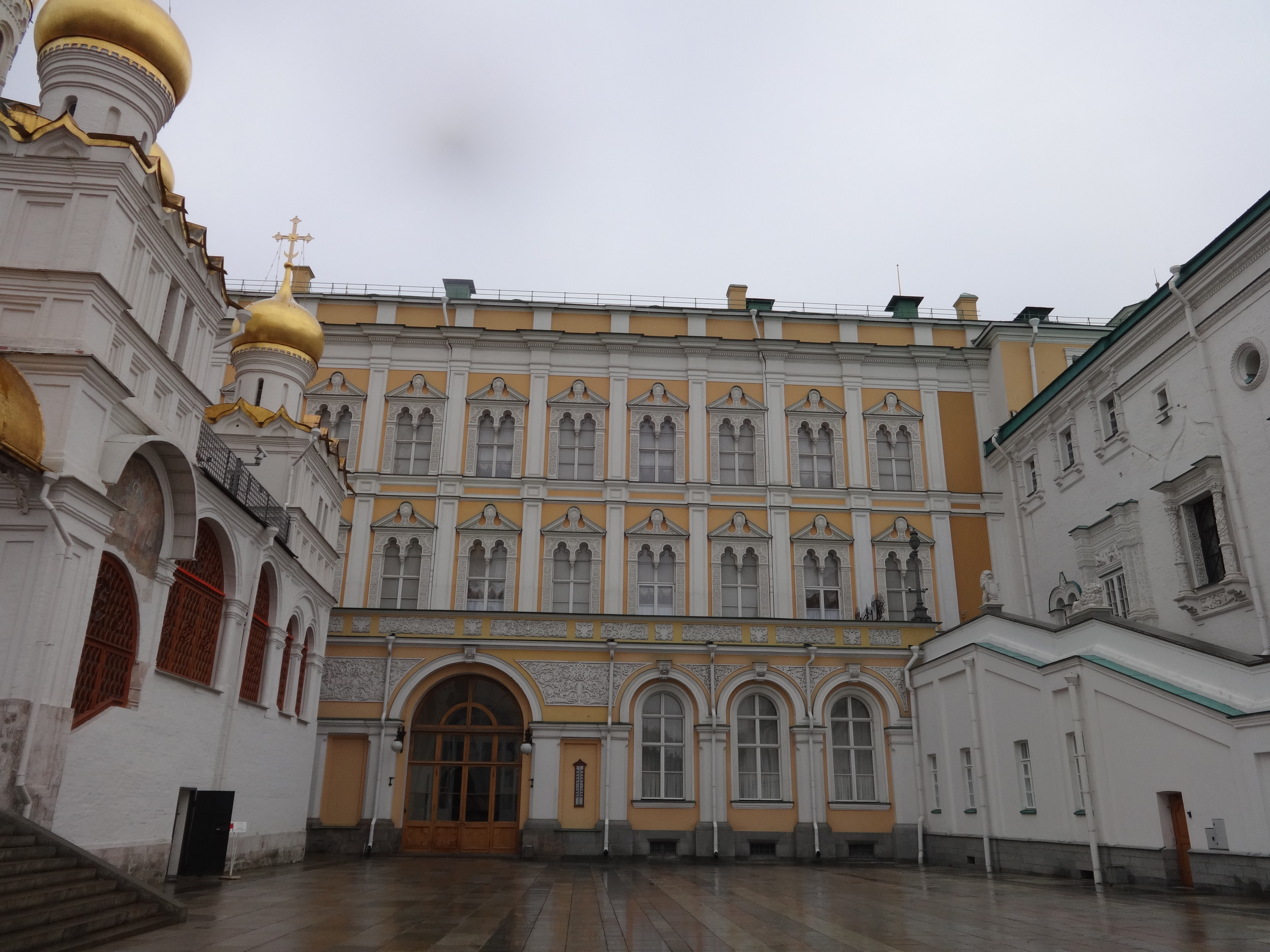
Большой Кремлёвский дворец (видимый фрагмент)

Ель для Соборной площади Кремля доставляют из Московской области (с 2015 года — из Истринского района). Поиски подходящего дерева начинаются в конце лета, при этом используются данные космической и вертолётной съёмки. Ель отбирает специально образованная комиссия Управления делами президента РФ совместно с представителями муниципалитетов, специалистами лесного хозяйства, транспорта, деятелями культуры и искусства.
Военные мероприятия
16 ноября 2003 года на Соборной площади произошёл ритуал передачи президентскому полку Боевого Знамени полка специального назначения образца 1944 года, которое находилось в зале чекистской Славы ФСБ. Инициаторами передачи знамени стали ветераны Кремлёвской гарнизона, особенно участники Великой Отечественной войны.
Традиционно на площади происходит представление Президентского полка президенту. В 2014 году впервые в церемониальных мероприятиях принял участие кавалерийский почётный эскорт.
Развод караулов
В 2005 году впервые произошёл церемониальный развод конных и пеших караулов Президентского полка. Развод проводится каждую субботу с апреля по октябрь. Это представление элементов российских воинских церемоний включает в себя и демонстрацию строевых приёмов с оружием и элементов «конной карусели». В полдень под бой курантов и под звуки марша в исполнении президентского оркестра от арсенала на Соборную площадь выходит рота специального караула, затем происходит вынос государственного флага России.
В разводе президентских караулов участвуют 44 пеших военнослужащих и 12 всадников на вороных и гнедых лошадях. Военная форма караулов разработана по образцу парадной формы лейб-гвардейских полков, которая была создана в начале прошлого века по указу Николая II к празднованию 100-летию победы в Отечественной войне 1812 года.